# Nikol Zelikman
Nikol Zelikman (hebr. ‏ניקול זליקמן‎; ur. 30 stycznia 2001 r. w Kefar Sawie) – izraelska gimnastyczka artystyczna, brązowa medalistka mistrzostw Europy.

## Kariera
W 2019 roku na mistrzostwach Europy w Baku zdobyła brązowy medal w układzie z obręczą. W występach z piłką i wstążką zajęła piąte miejsca, zaś w pokazie z maczugami – szóste. We wrześniu tego samego roku na mistrzostwach świata w stolicy Azerbejdżanu zdobyła srebrny medal w rywalizacji drużynowej. W wieloboju indywidualnym zajęła jedenaste miejsce, zapewniając sobie możliwość uczestnictwa na igrzyskach olimpijskich.